# Aberdeen, Idaho
Aberdeen je grad u američkoj saveznoj državi Idaho. Grad je dobio ime po gradu Aberdeenu u Škotskoj. Prema popisu stanovništva iz 2020. godine, grad je imao 1756 stanovnika.

## Geografija i klima
Prema podacima Ureda za popis stanovništva Sjedinjenih Američkih Država, grad Aberdeen ima ukupnu površinu od 1,03 kvadratne milje (2,67 km2), u potpunosti kopnenog područja.
Aberdeen ima hladnu stepsku klimu (BSk) prema Köppenovoj klasifikaciji klime. Najviša zabilježena temperatura u Aberdeenu bila je 104 °F (40,0 °C) 21. srpnja 1931., 28. srpnja 1934. i 23. srpnja 2006. godine, dok je najniža zabilježena temperatura iznosila −42 °F (−41,1 °C) 19. siječnja 1922. godine.

## Obrazovanje
Javne škole u Aberdeenu dio su Školskog okruga Aberdeen #58. Škole u ovom okrugu uključuju osnovne škole Aberdeen (Aberdeen Elementary School i Aberdeen Middle School) i srednju školu Aberdeen (Aberdeen High School).
Centar za istraživanje i proširenje Sveučilišta u Idahu (University of Idaho's Aberdeen Research and Extension Center) nalazi se u blizini grada.
C.J. Ward je ravnatelj škola (Superintendent of Schools).

## Promet
Gradska zračna luka Aberdeen (Aberdeen Municipal Airport) je javna zračna luka u vlasništvu grada, smještena 3,7 km jugozapadno od središnjeg poslovnog dijela Aberdeena.

## Vanjske poveznice
- City of Aberdeen  Arhivirana inačica izvorne stranice od 3. rujna 2011. (Wayback Machine)
- The Aberdeen Times  Arhivirana inačica izvorne stranice od 27. prosinca 2012. (Wayback Machine) - local newspaper